# 雄勝こまちインターチェンジ
雄勝こまちインターチェンジ（おがちこまちインターチェンジ）は、秋田県湯沢市にある東北中央自動車道（横堀道路・湯沢横手道路）のインターチェンジである。
湯沢市雄勝地区中心部への最寄のインターチェンジでもある。

## 歴史
- 2007年（平成19年）
  - 3月14日 : IC名称が「雄勝IC（仮称）」から「雄勝こまちIC」に正式決定[2]。
  - 8月26日 : 湯沢横手道路・雄勝こまちIC - 須川IC間開通に伴い、供用開始[3]。
- 2015年（平成27年）4月9日 : 横堀道路が新規事業化される[4]。
- 2025年（令和7年）度 : 横堀道路・下院内IC - 雄勝こまちIC間開通予定[5][注釈 1]。

## 周辺
- 横堀駅（JR東日本・奥羽本線）
- 道の駅おがち

## 接続する道路
- 直接接続
  - 国道13号

## 料金所
国土交通省管轄の無料道路区間である為、料金所の設置は無し。

## 隣
E13 東北中央自動車道（横堀道路・湯沢横手道路）
下院内IC（仮称・事業中）- 雄勝こまちIC - 須川IC